# Cadet (bateau)
 (janvier 2012).
La série internationale Cadet a été créée en 1947 par Jack Holt pour la formation des jeunes équipages (junior). 
Le Cadet est une série monotype, d'une longueur de 3,2 mètres, 54 kg et entre 4,55 et 4,65 m2 de voilure. Le Cadet est comparable à un dériveur de régate en double, seule la taille a été adaptée aux enfants. Ces caractéristiques en font un bateau idéal pour l'apprentissage et la régate dès 8 ou 9 ans.[Interprétation personnelle ?]
Traditionnellement construit en bois, des versions en fibre de verre sont apparues. Les modèles en bois restent toutefois compétitifs.[Interprétation personnelle ?] Un championnat du monde est organisé chaque année ainsi que de nombreux championnats nationaux.
Une flotte d'environ 900 Cadets est active notamment en Allemagne, Argentine, Australie, Belgique, Biélorussie, Espagne, Hongrie, Pologne, République tchèque, Russie, Ukraine et aux Pays-Bas.